# Chleby (okres Benešov)
Obec Chleby se nachází ve Středočeském kraji, okrese Benešov, 12 km severozápadně od Benešova. Žije zde 49 obyvatel.

## Historie
První písemná zmínka o obci pochází z roku 1284.
Za druhé světové války se ves stala součástí vojenského cvičiště Zbraní SS Benešov a její obyvatelé se museli 1. dubna 1943 vystěhovat.

### Územněsprávní začlenění
Dějiny územněsprávního začleňování zahrnují období od roku 1850 do současnosti. V chronologickém přehledu je uvedena územně administrativní příslušnost obce v roce, kdy ke změně došlo:
- 1850 země česká, kraj České Budějovice, politický okres Benešov, soudní okres Neveklov[5]
- 1855 země česká, kraj Tábor, soudní okres Neveklov
- 1868 země česká, politický okres Benešov, soudní okres Neveklov
- 1939 země česká, Oberlandrat Tábor, politický okres Benešov, soudní okres Neveklov[6]
- 1942 země česká, Oberlandrat Praha, politický okres Benešov, soudní okres Neveklov[7]
- 1945 země česká, správní okres Benešov, soudní okres Neveklov[8]
- 1949 Pražský kraj, okres Benešov[9]
- 1960 Středočeský kraj, okres Benešov
- 2003 Středočeský kraj, okres Benešov, obec s rozšířenou působností Benešov

## Doprava
Dopravní síť
- Pozemní komunikace – Do obce vede silnice III. třídy.

- Železnice – Železniční trať ani stanice na území obce nejsou. Nejbližší železniční stanicí je Týnec nad Sázavou ve vzdálenosti 4 km ležící na trati 210 vedoucí z Prahy, Vraného nad Vltavou a Jílového u Prahy do Čerčan.

Veřejná doprava 2012
- Autobusová doprava – V obci zastavovaly autobusové linky jedoucí např. do těchto cílů: Benešov, Krňany, Netvořice, Neveklov, Štěchovice, Týnec nad Sázavou.

## Turistika
Obcí vede cyklotrasa č. 11 Praha - Týnec nad Sázavou - Chleby - Neveklov - Sedlčany.

## Osobnosti
- Marie Lydia Szalatnay (1826–1888), učitelka v evangelické škole v Ochranově

## Galerie

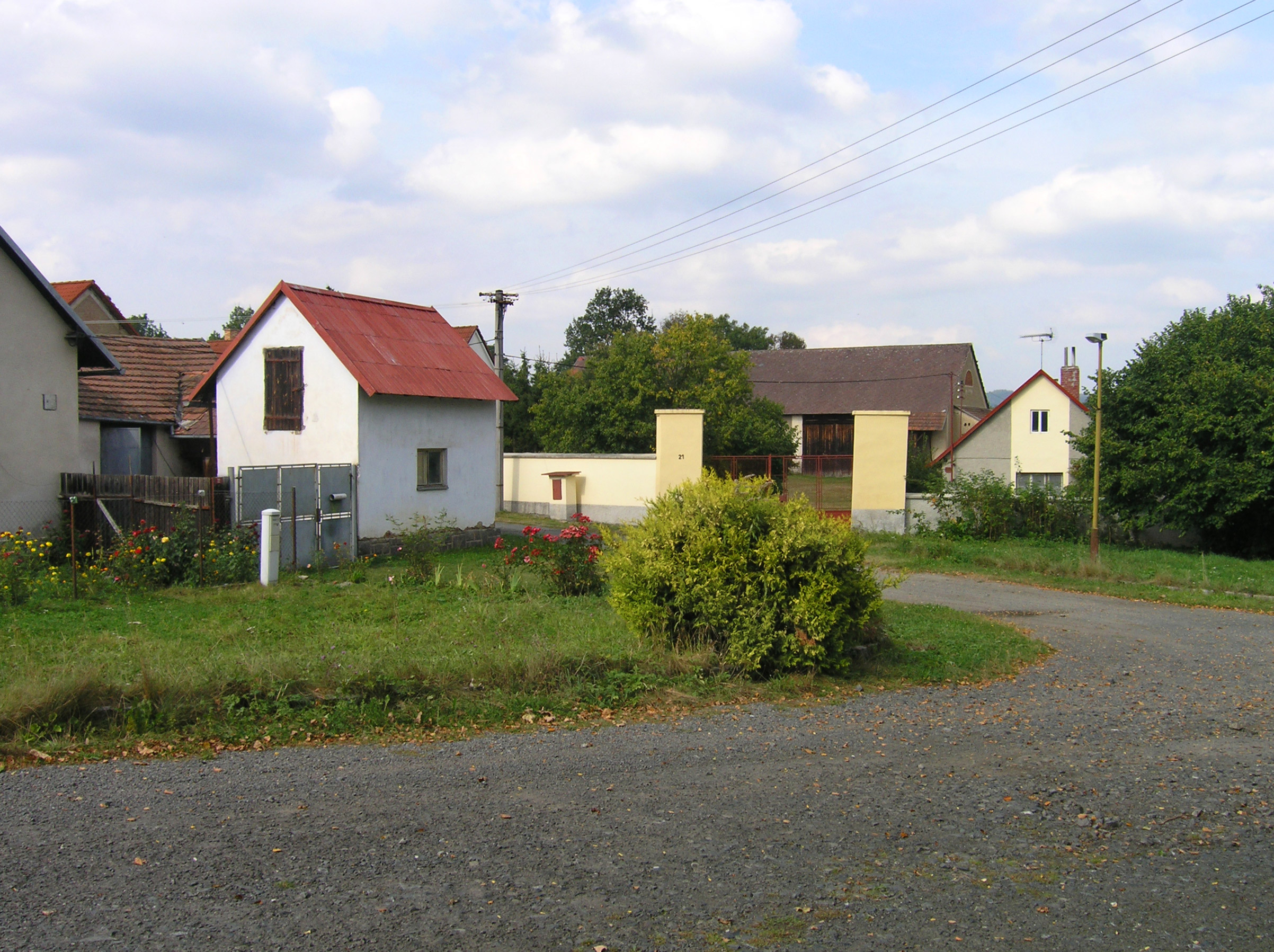
Malá náves
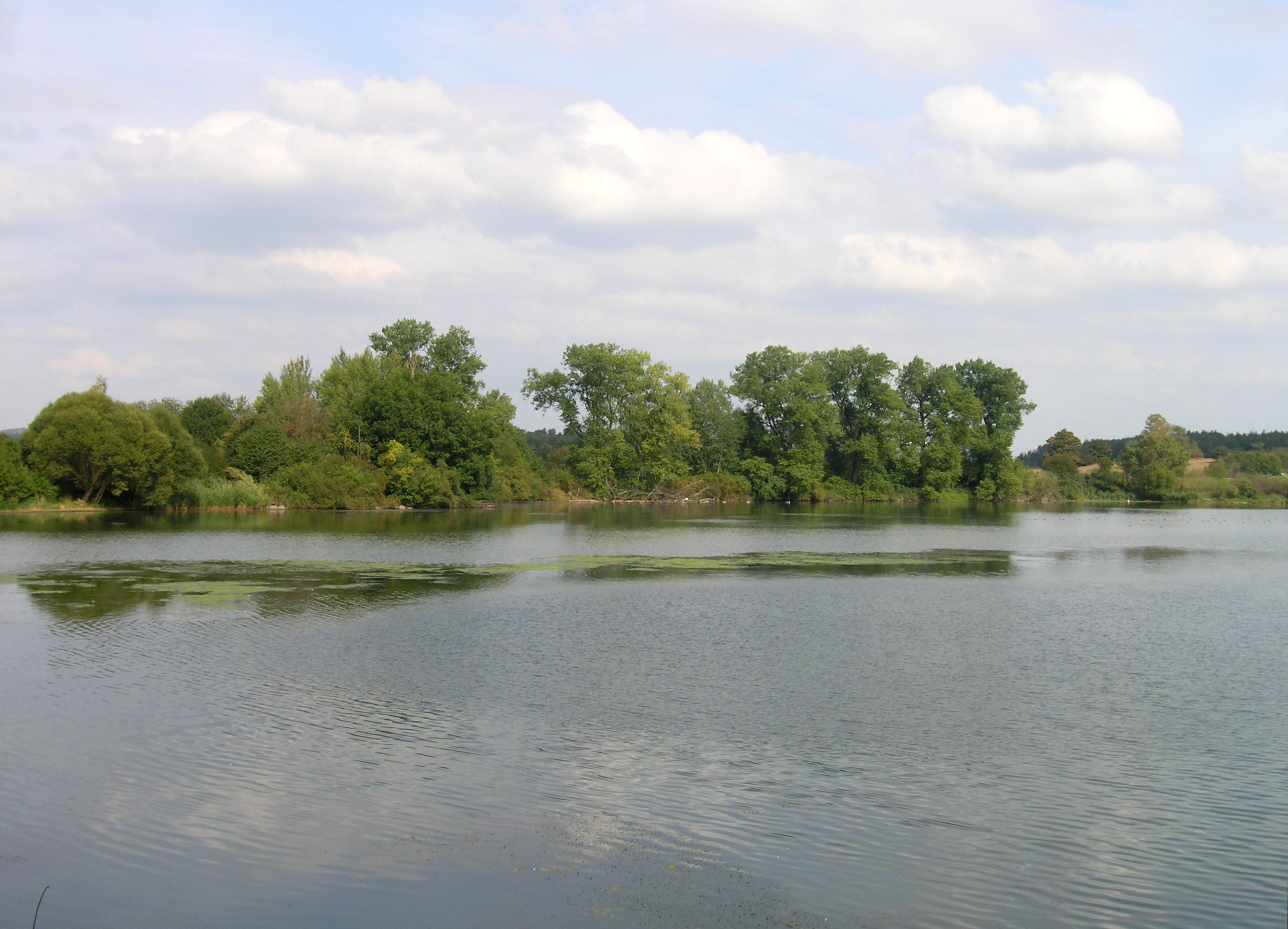
Velký chlebský rybník na jih od obce